# Dimoline
Dimoline je priimek več oseb:
- Harry Kenneth Dimoline, britanski general
- William Alfred Dimoline, britanski general